# Hemmesta
Hemmesta ist ein Teil des Tätorts Gustavsberg och Hemmesta in der schwedischen Provinz Stockholms län und der historischen Provinz Uppland.

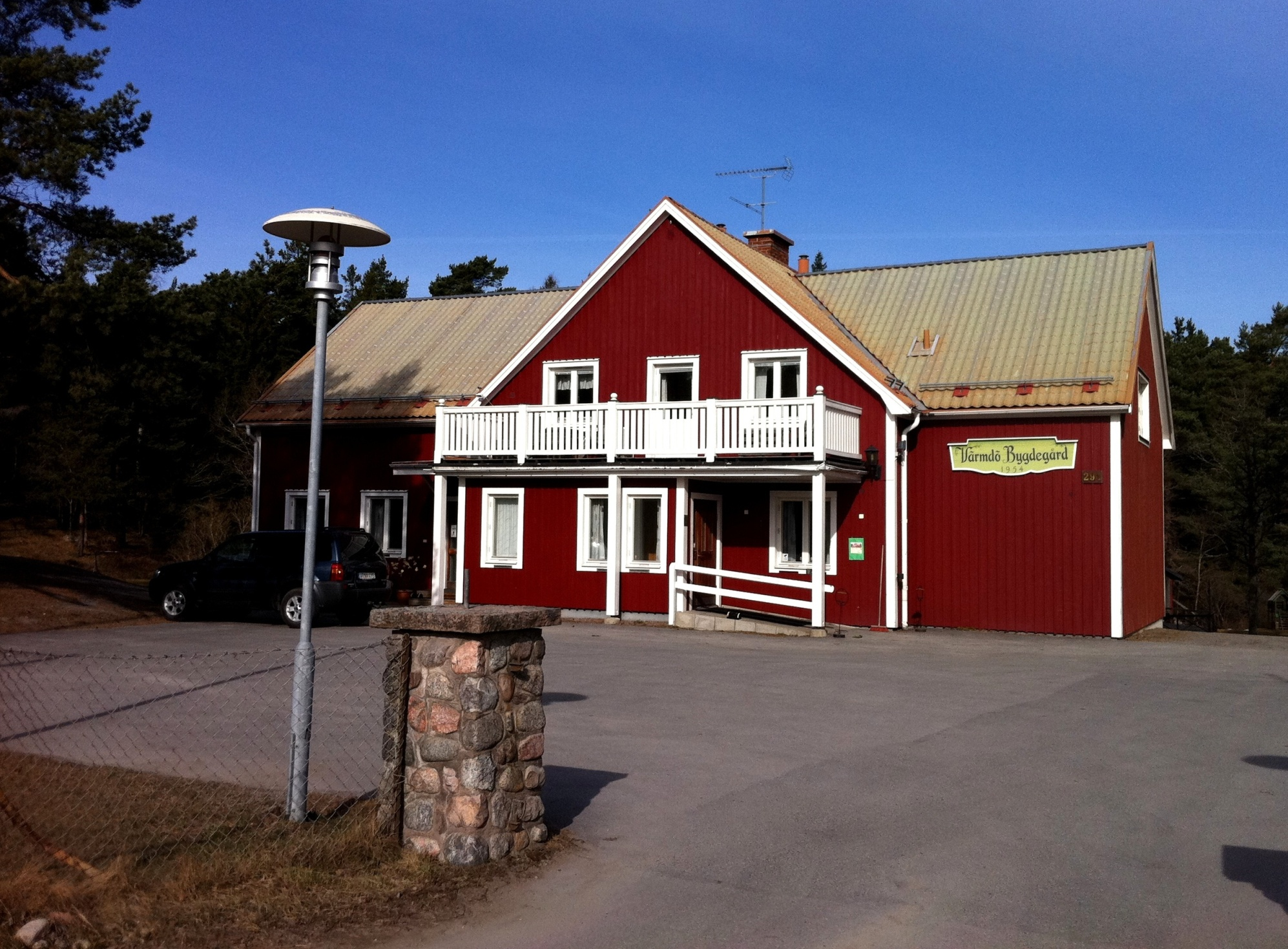
Värmdö Bygdegård, ein Sammlungslokal

Es liegt auf der Insel Värmdö in der Gemeinde Värmdö, etwa 5 km östlich der Ortsmitte von Gustavsberg und 25 km östlich des Zentrums von Stockholm. Hemmesta ist das kommerzielle Zentrum des östlichen Teils von Värmdö. Es gibt dort einen Supermarkt mit Post sowie weitere Dienstleistungsunternehmen.
Der auf die Bezeichnung eines Hofes zurückgehende Ortsname, die Lage und einige Grabfelder lassen vermuten, dass Hemmesta schon in der schwedischen Eisenzeit, also vor 1000 n. Chr., bewohnt war. Alte Gebäude sind im Ort aber nicht mehr vorhanden.
Vor 2015 war Hemmesta eigenständiger Tätort mit zuletzt (2010) 5240 Einwohnern, wuchs aber allmählich mit dem nördlich anschließenden Torsby und dem westlich in Richtung Gustavsberg angrenzenden Mörtnäs zu einem faktisch durchgängig bebauten Gebiet zusammen, das seither den Tätort Gustavsberg och Hemmesta mit über 20.000 Einwohnern (2015) bildet.